# Ada Blackjack
Ada Blackjack (Solomon, Alaska, 10 de maig de 1898 - Palmer, Alaska, 29 de maig de 1983), nascuda Ada Delutuk, fou una dona del poble inupiat que va formar part de l'expedició a l'illa de Wrangel, al nord de la Sibèria, organitzada per Vilhjalmur Stefansson i de la qual va ser l'única supervivent.

## Infància i joventut
Ada Blackjack Johnson va néixer a l'assentament d'Spruce Creek, a unes vuit milles del poble de Solomon, Alaska i fou criada per missioners, gràcies als quals va aprendre a llegir en anglès. Després es va traslladar a viure a Nome, Alaska, on, al setze anys, es va casar amb un musher i va tenir tres fills, tot i que només un d'ells va arribar fins a l'edat adulta, fet que va acabar provocant que el seu marit l'abandonés. Aquesta situació la va deixar desemparada i sense recursos, motiu pel qual va haver de deixar el seu fill en un orfenat durant un temps.
Poc després, el 1921, l'Ada va ser escollida per afegir-se a l'expedició comandada pel canadenc Allan Crawford i finançada per Vilhjalmur Stefansson per travessar el mar dels Txuktxis amb la intenció d'arribar a l'illa de Wrangel, que en aquella època formava part de Rússia.

## L'expedició
Stefansson va formar un equip de cinc colons (un canadenc, tres estatunidencs i una inupiat, Ada) en un intent per reclamar l'illa per al Canadà com a part de l'Imperi Britànic. L'Ada va dubtar en formar part de l'expedició perquè inicialment la van enganyar i li van fer pensar que formaria part d'un grup de vàries persones nadiues reclutades i que guanyaria prous diners per recuperar el seu fill, però no es va fer enrere quan va veure que finalment ella seria la única dona entre quatre desconeguts blancs. Cadascun dels integrants va ser escollit d'acord amb a les seves experiències prèvies en anteriors expedicions i a la seva formació acadèmica; Stefansson va prioritzar aquelles persones amb grans coneixements de geografia i ciències. L'equip va estar format per Ada, contractada com a cosidora i cuinera, els americans Lorne Knight, Milton Galle i Fred Maurer i el canadenc Allan Crawford.

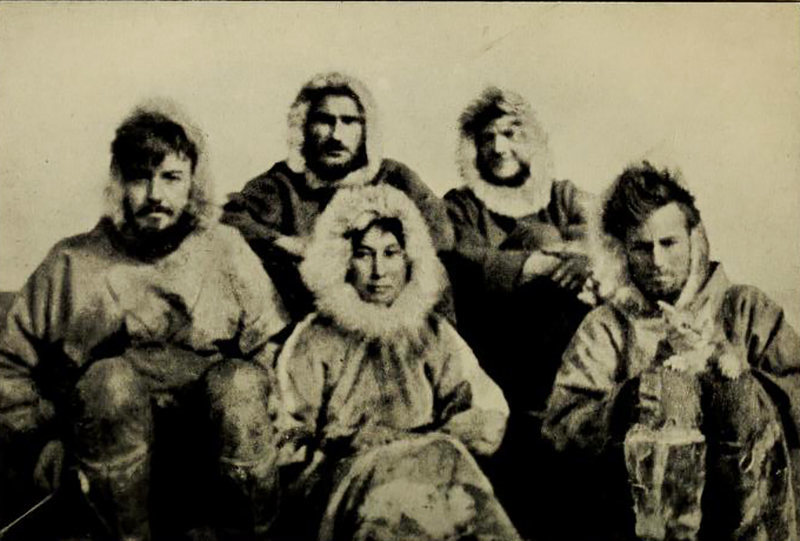
Fotografía del grup de l'expedició, d'esquerra a dreta: Allan Crawford, Ada Blackjack, Lorne Knigth, Fred Maurer, Milton Galle i la gata Victoria, àlies Vic.

El setembre del 1921, el grup va ser traslladar a l'illa, al nord de la Sibèria. Els homes caçaven i tenien cura dels instruments meteorològics mentre l'Ada cuinava, cosia i arreglava la seva roba i les raquetes de neu, però les condicions van empitjorar ràpidament per al grup quan va començar l'hivern i el vaixell de reabastiment no va poder travessar el gel. Després d'esgotar totes les racions de menjar, van ser incapaços de caçar prou per sobreviure. En aquesta situació, el 28 de gener del 1923, tres dels integrants del grup van decidir intentar creuar unes 700 milles a través del mal per arribar a la Sibèria buscant ajuda i queviures, deixant sols a l'illa a l'Ada juntament amb en Lorne Knight que estava malalt. La dieta insuficient i l'escorbut havien afeblit la salut de l'explorador i Ada va cuidar d'ell i va caçar pels dos fins a la mort del seu company d'expedició el 23 de juny de 1923. Com que no tenia forces per enterrar-lo, el va deixar al llit i el va tapar amb caixes. Els altres tres exploradors no van tornar a ser mai vistos, així que Ada es va quedar sola a l'illa a excepció de la gata de l'expedició, la Victoria.
Ada va haver de viure en condicions de temperatures extremes fins al seu rescat el 19 d'agost del 1923. Aquesta expedició de salvament va ser dura a terme per un amic d'Stefansson, Harold Noice, que va recollir la dona i la gata supervivents. Diversos diaris van donar-li a Ada el sobrenom de «la dona Robinson Crusoe». Ada va fer servir els diners que va guanyar per emportar-se el seu fill Bennet a Seattle per tractar la seva tuberculosi. Temps després va tornar a casar-se i va tenir un altre fill, en Billy. Anys més tard Ada va tornar a l'Àrtida, on va viure en la pobressa fins a la seva mort als 85 anys.
Ada Blackjack va morir en un asil estatal, l'Alaska Veterans & Pioneers Home, a Palmer, Alaska, i va ser enterrada a Anchorage.

## Repercussió
Ada odiava el circ mediàtic que es va crear en torn a ella i va decidir mantenir-se allunyada dels intents duts a terme per en Noice i l'Stefansson d'explotar la seva història. A part del salari que va guanyar després de l'expedició i alguns centenars de dòlars rebuts per les pells que va aconseguir amb les seves caceres durant la seva estança a l'illa, Ada mai va intentar treure cap rèdit econòmic de la publicació dels llibres i articles relacionats amb la seva odissea, que van esdevenir molt populars.